# Mercedes-Benz Algeria
Mercedes-Benz Algeria Ltd. — совместное предприятие Daimler AG EDIV, SNVI и AABAR, основанное в 2012 году. Штаб-квартиры расположены в Тиарете, Руибе и Константине.

## История
Компания Daimler вышла на рынок Алжира в 2014 году. Предприятие, основанное в июле 2012 года, состояло из трёх основных акционеров, а именно EDIV, NDV и SNVI. Второй акционер представлен эмиратским инвестиционным фондом «Aabar» (49%). Немецкий концерн Daimler AG рассматривается в качестве технологического партнёра.

## Продукция
- Mercedes-Benz Zetros
- Mercedes-Benz Actros
- Mercedes-Benz Atego[3]
- Mercedes-Benz Axor
- Mercedes-Benz Unimog[4]
- Mercedes-Benz G-класс[5]
- Mercedes-Benz Sprinter